# Aluterus heudelotii
Aluterus heudelotii es una especie de peces de la familia Monacanthidae en el orden de los Tetraodontiformes.

## Morfología
Los machos pueden llegar alcanzar los 45 cm de longitud total.

## Depredadores
En los Estados Unidos es depredado por nueces stolidus  y Sterna fuscata .

## Hábitat
Es un pez de mar y de clima tropical y demersal que vive entre 3-2.000 m de profundidad.

## Distribución geográfica
Se encuentra en el Atlántico occidental (desde Massachusetts - Estados Unidos -, Bermuda y el norte del Golfo de México hasta el Brasil y el Atlántico oriental (desde  Cabo Blanco-Mauritania- hasta Angola